# Феудо I (Кампобасо)
Феудо I је насеље у Италији у округу Кампобасо, региону Молизе.
Према процени из 2011. у насељу је живело 61 становника. Насеље се налази на надморској висини од 691 м.